# Ralf Herms
Ralf Herms (* 17. Juni 1973 in Nürnberg) ist ein deutscher Designer und Autor sowie Herausgeber des Design-Magazins rosebud.

## Leben
Herms studierte Kommunikations-Design an der Georg-Simon-Ohm-Fachhochschule Nürnberg. Seit 1996 ist er als freier Designer und Art-Director tätig. 1998 gründete er rosebud, Forum für Gestaltung und Design. Seit 2003 ist Herms Mitinhaber und Geschäftsführer der im österreichischen Wien ansässigen Design-Agentur Rosebud.

## Werke
- 1998: +rosebud no.1 – Andere Welten
- 2000: +rosebud no.2 – RETRO
- 2000: Nofrontiere – In the Place of Coincidence
- 2001: +rosebud no.3 – Blindtext, ISBN 978-3-931126-54-4
- 2002: +rosebud no.4 – ACTION, ISBN 978-3-931126-98-8
- 2004: +rosebud no.5 – MYSTERY, ISBN 978-3-89955-037-5
- 2007: +rosebud no.6 – IDEAL, ISBN 978-3-89955-162-4
- 2009: +rosebud no.7 – VERY FUNNY!, ISBN 978-3-941185-74-6
- 2019: +rosebud no.8 – Die Überraschung, Text: Wolf Lotter, ISBN 978-3-903320-42-0